# Dusona sumatrana
Dusona sumatrana là một loài tò vò trong họ Ichneumonidae.